# Friedensglocke von Sankt Martin
Die Friedensglocke von Sankt Martin ist eine Kirchenglocke in der Pfarrkirche St. Martin am Ybbsfelde in St. Martin am Ybbsfelde in Niederösterreich.
Die Glocke aus dem Jahr 1200 ist die älteste Oktavglocke der Welt. Sie stammt aus der Zeit der Babenberger. Wo und wann sie gegossen wurde, ist nicht urkundlich belegt. Vermutungen bestehen, dass die Glocke ein Geschenk in Wien für die babenbergisch-königliche Martinskirche gewesen sein könnte. Als Hersteller kommen auch die als begabte Glockengießer geltenden Benediktiner in Frage.
Die Glocke ist 75 cm hoch und wiegt 600 kg. Beim Anschlagen klingt ein voller A-Moll-Akkord. Das Nachklingen hat eine Dauer von einer Minute. Sie hat eine Umschrift mit dem Text O REX GLORIAE VENI CU(M) PACE MCC  (O König der Herrlichkeit, komm mit Frieden 1200). Das Bronzematerial, dessen Reinheit wesentlich zum Klang beiträgt, besteht aus 78 % Kupfer und 22 % Zinn.
Zur Schonung der Glocke selbst aber auch des Kirchturms wird sie nur zu Festtagen und festlichen Anlässen geläutet.
Die Angriffe und Belagerungen der Türken hat die Glocke überlebt, da sie unweit der Kirche vergraben wurde. Lange Zeit wurde sie aber nicht mehr gefunden.
Überlieferungen zufolge soll sie erst von Wildschweinen wieder ausgegraben worden sein.

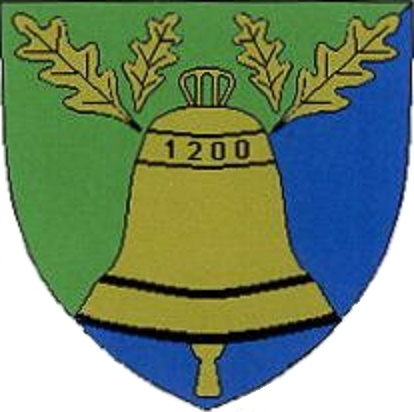
Friedensglocke im Wappen von St. Martin-Karlsbach

Während des Zweiten Weltkrieges wurden die anderen drei Glocken der Kirche nach Deutschland transportiert, während die Friedensglocke im Ort blieb. Eine der drei Glocken, die Prieninger-Glocke, kehrte nach dem Krieg unversehrt aus Hamburg zurück.
Das Wappen der Gemeinde Sankt Martin-Karlsbach, das im Jahr 1981 von der niederösterreichischen Landesregierung verliehen wurde, zeigt ein Wappenschild mit der mit Eichenlaub verzierten Glocke.
Die zweite Glocke der Pfarrkirche stammt aus Krems und trägt die Umschrift Sit nomen D.b. Anno 1691.
Neben der Kirche kann man eine Nachbildung der Oktavglocke in einem Glockenhaus betrachten.